# Mary Lyon
Pour les articles homonymes, voir Lyon (homonymie).
Mary Lyon, née le 28 février 1797, à Buckland et morte le 5 mars 1849 à South Hadley, est une enseignante américaine. Elle est la fondatrice, en 1837, de l'université pour femmes Mount Holyoke College qu'elle dirige jusqu'en 1849. Cette université sert de modèle à d'autres créations d'établissements d’enseignement supérieur américains et étrangers.

## Biographie

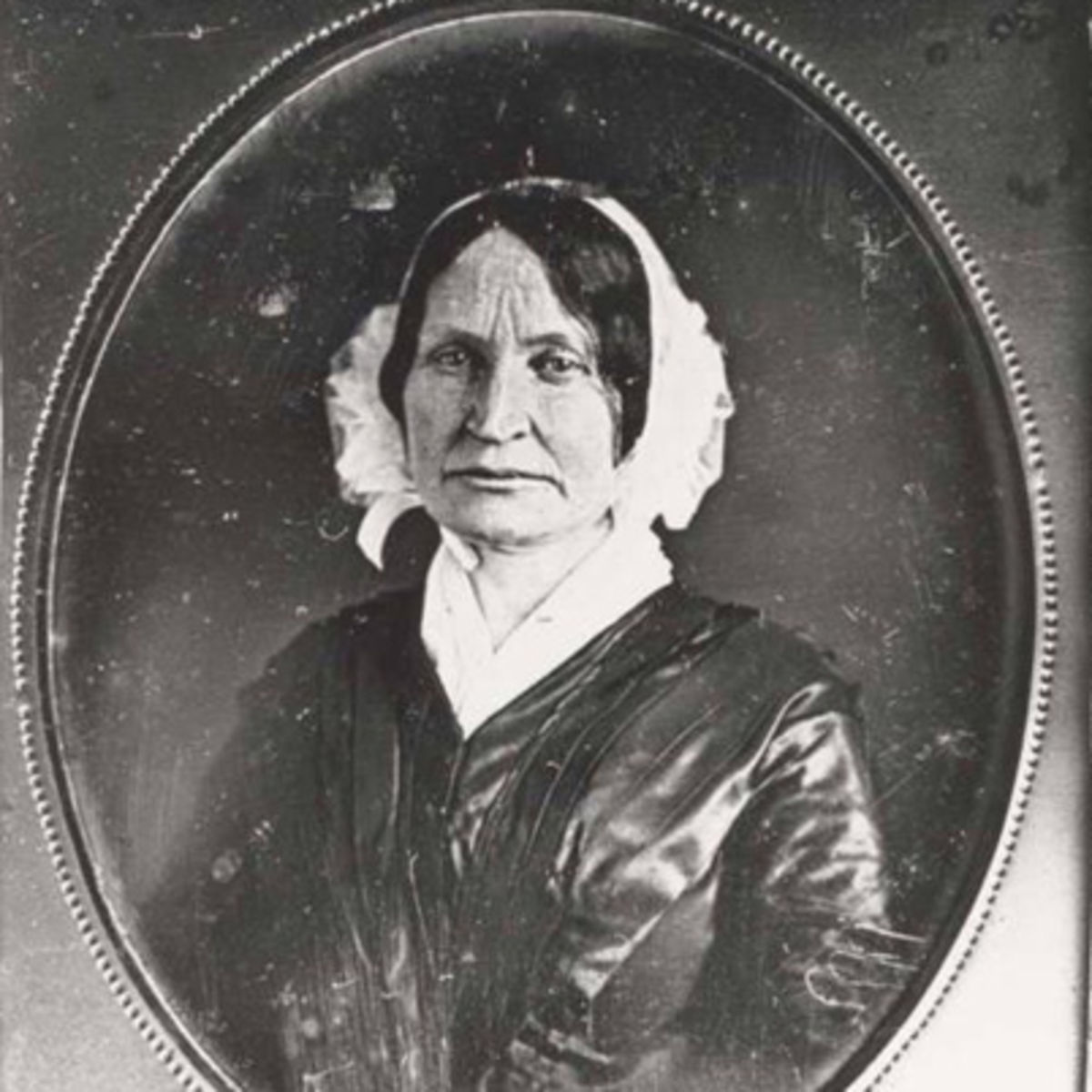
Mary Lyon en 1845.

Mary Lyon est la fille d'Aaron Lyon et de Jemina Shepard, fermiers à Baptist Corner, Ashfield, dans le Massachussets. Après la mort de son père et le remariage de sa mère, elle travaille dans l'exploitation familiale avec son frère, tout en enseignant dans les écoles du voisinage. Elle devient enseignante à temps complet en 1814, à Shelburne Falls, son salaire lui permettant de poursuivre ses propres études. En 1817, elle est étudiante à la Sanderson Academy d'Ashfield, récemment créée. Elle mène de front études et enseignement. En 1821, elle s'inscrit au collège pour femmes Byfield College, alors dirigé par Joseph Emerson. Elle bénéficie d'une conscience accrue, après la Révolution américaine, du rôle que peuvent tenir les femmes dans les domaines de l'éducation de la jeunesse. Pendant ses années d'études, elle est en relation avec d'autres femmes qui s'intéressent à la formation de jeunes femmes comme enseignantes. Elle fait également la connaissance, à Byfield Seminary, de Zilpah P. Grant Banister (en), avec qui elle travaille de 1823 à 1833. 
À l'issue de sa formation à Byfield, Mary Lyon enseigne à Sanderson Academy, puis ouvre une école à Buckland, qu'elle dirige durant les mois d'hiver, de 1824 à 1830. Elle travaille également avec Zilpah Polly Grant dans une nouvelle école pour filles que celle-ci dirige, à Londonderry, dans le New Hampshire, de 1824 à 1827. Grant démissionne en 1828, en désaccord avec la direction de l'école sur le programme d'études. Grant réunit plusieurs mécènes pour fonder une école de filles, Ipswich Female Seminary, pour laquelle elle requiert l'aide de Mary Lyon pour les périodes d'été. Mary Lyon se partage entre les deux établissements, puis rejoint Ipswich à plein temps en 1830.
Mary Lyon veille à la qualité du programme d'études, avec des cours d'histoire, de sciences, de mathématiques et de philosophie, ainsi qu'à la préparation chrétienne des enseignantes qu'elle forme.

## Fondation de Mount Holyyoke College
Mary Lyon souhaite notamment faire accéder les jeunes filles des classes moyenne ou moins favorisées à une éducation soignée, . En 1833, Mary Lyon visite de nombreuses écoles, tout en préparant un projet d'école, qu'elle réalise en 1834. Il s'agit d'un établissement à coût réduit. Elle se tourne vers ses relations habituelles, puis sollicite des organismes, tel l'American Education Society, créé à l'origine en 1815 à Boston pour financer les études de théologie de jeunes hommes de famille peu favorisées. Elle fait des tournées dans tout le pays, entre 1834 et 1837, et récolte, outre des soutiens, 15 000 $, apportés par  18 000 donateurs, ce qui lui permet d'ouvrir le nouvel établissement, Mount Holyoke College en 1837, avec 80 élèves inscrites. 
L'école prend de l'importance, et accueille bientôt 200 élèves dans les années 1840. Mary Lyon reste très attentive à la qualité académique et morale de l'enseignement proposé à Mount Holyyoke. Elle instaure un âge d'accès à 16 ans, et des exigences de niveau scolaire des élèves. Les élèves sont pensionnaires.
Le projet de Mary Lyon est un succès à plusieurs égards : 
- sur le plan pédagogique : entre 1838 et 1850, les trois quarts des élèves diplômées deviennent enseignantes à leur tour[4].
- sur le plan de la qualité de l'éducation et des exigences en termes de programme et de niveau des élèves : Mount Holyyoke sert de référence et de modèle à de nombreuses écoles de filles, aux États-Unis et à l'étranger[2].
- comme modèle financier : les choix de Mary Lyon, qui vise à établir une institution dotée des fonds propres, et donc moins dépendantes des donateurs individuels, lui permet de conserver des tarifs modérés, et d'accueillir des élèves des classes moyennes.

Mount Holyyoke fait partie du groupement d'universités américaines pour femmes connues comme les Sept Sœurs.
Mary Lyon dirige Mount Holyyoke durant douze ans. Elle meurt le 5 mars 1849, des suites d'une atteinte d'érysipèle.

## Hommages
- Le cratère vénusien Lyon a été nommé en son honneur.